# 미야가와촌 (가나가와현)
미야가와촌(일본어: 宮川村)은 1889년부터 1909년까지 존재했던 일본 가나가와현 다치바나군의 촌이다. 

## 지리
현재의 요코하마시 호도가야구 중부에 해당한다.

## 역사
- 1889년 4월 1일 - 정촌제 시행에 의해 다치바나군 미야가와촌이 성립하였다.
- 1909년 4월 1일 - 호도가야정에 편입해, 동일 미야가와촌은 폐지되었다.

## 교통

### 도로
- 하치오지 가도 (현재의 국도 제16호선
- 미야가와촌 당시에는 철도가 존재하지 않았다 (현재는 사가미 철도 쇼테쓰 본선 호시카와역이 있다)

## 참고 문헌
- 角川日本地名大辞典編纂委員会,『角川日本地名大辞典 神奈川県』1984, 角川書店